# Milicia regia
Milicia regia — вид тропических деревьев из семейства Тутовые (Moraceae). Встречается в Бенине, Камеруне, Кот д'Ивуаре, Гамбии, Гане, Гвинее, Гвинее-Бисау, Либерии и Сенегале. Вид находится под угрозой из-за исчезновения мест произрастания и вырубки леса.

## Описание
Milicia regia имеет широкую, округлую тёмно-зелёную крону. Ствол высокий и прямой, с гладкой, красновато-коричневой корой. Листья тёмно-зелёного цвета, 7 см в длину, крепятся к веткам на коротких черенках и имеют яйцевидную форму. Мужские и женские цветки находятся на отдельных деревьях. Мужские деревья выше и стройнее, чем женские. Серёжки располагаются в пазухах листьев. Мужское дерево имеет длинные серёжки до 20 см в длину. Цветки в верхней части кроны распускаются раньше, чем внизу. Женские серёжки (до 2 см) находятся в верхней части кроны. Цветки опыляются ветром. Семена плодов, падающих с деревьев, питаются птицы, млекопитающие и насекомые.

## Таксономия
Milicia regia (A.Chev.) C.C.Berg Bulletin du Jardin Botanique National de Belgique 52: 227. 1982.
Синонимы:
- Chlorophora regia A.Chev. Bulletin de la Société Botanique de France 58(Mém. 8d): 209. 1912
- Maclura regia (A.Chev.) Corner Gardens' Bulletin, Singapore 19: 237. 1962.